# Пионерское (Саратовская область)
Пионерское — село в Советском районе Саратовской области.
Основано как немецкая колония Либенталь в 1859 году
Население — 681 (2010)

## История
Основано в 1859 году. Колония принадлежала к Нидеркараманскому (Нижне-Караманскому) округу (с 1871 года — Нижне-Караманской волости) Новоузенского уезда Самарской губернии. Во второй половине XIX века наблюдалась эмиграция в Америку. В 1878 году туда переселилось 12 человек.
По сведениям Самарского Губернского Статистического Комитета за 1910 год в селе Либенталь считалось 223 двора с числом жителей 622 мужского пола, 757 — женского, всего 1379 душ обоего пола поселян-собственников, немцев католиков. Количество надельной земли удобной показано 7549 десятин, неудобной — 1727 десятин. Село имело римско-католическую церковь, 2 школы, 3 ветряных мельницы. Ежегодно 1 марта (по старому стилю) здесь устраивалась ярмарка, называемая Либентальской, и длившаяся 4 дня. Главным предметом торговли на ярмарке являлся скот.
После образования трудовой коммуны (автономной области) немцев Поволжья и до ликвидации АССР немцев Поволжья в 1941 году, село Либенталь — административный центр Либентальского сельского совета Мариентальского кантона (в 1926 году в Либентальский сельсовет входило одно село Либенталь).
В связи с голодом, прокатившемся по Поволжью в 1921-22 гг., произошло резкое сокращение численности населения в крае. В 1921 году в селе родилось 31 человек, умерли — 44. В 1926 году в селе имелись сельскохозяйственное кооперативное товарищество, начальная школа
28 августа 1941 года был издан Указ Президиума ВС СССР о переселении немцев, проживающих в районах Поволжья. Немецкое население депортировано, село, как и другие населённые пункты Мариентальского кантона было включено в состав Саратовской области.

## Физико-географическая характеристика
Село находится в Низком Заволжье, в пределах Сыртовой равнины, относящейся к Восточно-Европейской равнине, на правом берегу реки Нахой. Высота центра населённого пункта — 63 метра над уровнем моря. В окрестностях населённого пункта распространены тёмно-каштановые почвы солонцеватые и солончаковые. Почвообразующие породы — глины и суглинки.
По автомобильным дорогам расстояние до районного центра посёлка городского типа Степное составляет 20 км, до города Энгельс — 64 км, до областного центра города Саратова — 74 км. В 15 км к северо-востоку от железнодорожной станции Урбах Саратовского региона Приволжской железной дороги.
Часовой пояс
Пионерское, как и вся Саратовская область, находится в часовой зоне МСК+1. Смещение применяемого времени относительно UTC составляет +4:00.

## Население
Динамика численности населения по годам:
| 1987 | 2002 |
| ---- | ---- |
| ≈480 | 626  |

| 1889 | 1897  | 1910  | 1920 | 1922 | 1926 | 1931 |
| ---- | ----- | ----- | ---- | ---- | ---- | ---- |
| 1077 | ↗1215 | ↗1379 | ↘733 | ↘306 | ↗567 | ↗818 |
| 2002 | 2010  |       |      |      |      |      |
| ↘630 | ↗681  |       |      |      |      |      |